# Parteš
Parteš (serb.- cyrylica Партеш, alb.  Partesh lub Parteshi) – miasto i gmina w południowo-wschodnim Kosowie (region Gnjilane).